# Natriumwaterstofsulfiet
Natriumwaterstofsulfiet of natriumbisulfiet (NaHSO3) is het mononatriumzout van zwaveligzuur. De stof komt, in zuivere toestand, voor als een witte vaste stof, maar aangezien ze enkel kan bestaan in een oplossing, is het een kleurloze tot gele vloeistof, die goed mengbaar is met water. Dit zout wordt gebruikt als voedingsadditief en draagt het E-nummer E222.

## Synthese
Natriumwaterstofsulfiet kan worden bereid door een reactie van natriummetabisulfiet met water:
{\displaystyle {\ce {Na2S2O5 + H2O -> 2NaHSO3}}}

## Toepassingen
Natriumwaterstofsulfiet heeft verschillende toepassingen in de organische chemie. Het vormt adducten met aldehyden en met sommige cyclische ketonen tot sulfonzuur.
Het is tevens een sleutelingrediënt in de Bucherer-reactie, de reversibele conversie van 2-naftol (1) naar naftylamine (2) in de aanwezigheid van ammonia en natriumwaterstofsulfiet:
Ook in de Bucherer-carbazoolsynthese, een synthesemethode om carbazolen (3) te bereiden uit naftolen (1) en arylhydrazines (2), wordt gebruikgemaakt van natriumwaterstofsulfiet:
Natriumwaterstofsulfiet wordt ook gebruikt als ontkleuringsmiddel in bepaalde zuiveringsreacties, omdat het een sterke reductor is en gekleurde sterke oxidatoren kan reduceren.